# 八路军一一五师后方医院
八路军一一五师后方医院，是位于中国山东省泰安市东平县接山镇山神庙村的中国共产党革命遗址，2023年入选泰安市第六批文物保护单位。
八路军一一五师后方医院是八路军第115师东进支队在1939年5月陆房突围战斗时设置的后方医院旧址，2019年底建设为红色教育基地，占地50亩，有罗荣桓和万里等人的办公地、医院办公室、指挥所和手术室等旧址。